# Eufalconoides tridentatus
Eufalconoides tridentatus är en insektsart som beskrevs av Zheng, Z., K. Li och F-m. Shi 2003. Eufalconoides tridentatus ingår i släktet Eufalconoides och familjen torngräshoppor. Inga underarter finns listade i Catalogue of Life.